# Bosques de coníferas Trans-Baikal
La ecorregión de bosques de coníferas Trans-Baikal (WWF ID: PA0609) cubre una región de 1.000 km por 1.000 km de taiga montañosa del sureste que se extiende al este y al sur desde las orillas del lago Baikal en la región de Siberia meridional de Rusia. Históricamente, el área se ha llamado "Dauria", o Transbaikal ("la tierra más allá del lago Baikal"). Se encuentra en la ecozona palearctica (Bioma del Sistema WWF), y en su mayor parte en la ecorregión de bosques boreales / taiga con un clima subártico y húmedo. Cubre 200.465 km² (77.400 millas cuadradas).

## Ubicación y descripción
La ecorregión se centra en las montañas Yablonoi, una cordillera que alcanza una altura de 1.600 m (5.200 pies) y se extiende de suroeste a noreste, paralela al lago Baikal. El borde occidental de la región es la orilla oriental del lago Baikal y la cordillera de Barguzin. La ciudad de Chitá está en el noreste de la región, y la ciudad de Ulán Bator, Mongolia, está justo fuera del extremo sur de la región. Al sur están las montañas Khentii en Mongolia. Al este están las praderas templadas de la estepa de Daurian ecorgion. Al norte está la meseta de Vitim.
Las crestas paralelas de las montañas de la región forman la división continental entre los ríos que fluyen al Océano Ártico (por el lago Baikal y el río Lena) y el Océano Pacífico (por el río Amur).

## Clima
El clima de la ecorregión es el clima subártico de inviernos secos (Dwc). Este clima se caracteriza por inviernos largos, muy fríos, y veranos frescos. Pero con poca nieve en los inviernos. El anticiclón de Siberia mantiene la zona particularmente seca en los inviernos. Durante el verano, la depresión asiática interna trae el aire caliente de los desiertos de China y de Mongolia, elevando la temperatura en el Transaikal. Al norte de la región, el clima se convierte en clima continental húmedo de verano fresco (Dfc), con veranos más fríos. Al sur de la ecorregión en Mongolia, el clima es semiárido frío (Koppen BSk), con menos precipitación que en el Transbaikal. La precipitación en el Transbaikal oscila entre 400 y 500 mm / año en las tierras altas, hasta 200 mm / año en las zonas más bajas y más al sur.

## Flora
La región es mayoritariamente boscosa por debajo del nivel de los 1.400 metros. Los árboles característicos en el lado oeste más cálido y más húmedo de la cresta de Yablonovsky son: el alerce de Dahurian (Larix gemilii)) y el pino siberiano (Pinus sibirica). En el este más cálido y más seco de la cresta el alerce se mezcla con el pino silvestre (Pinus sylvestris). Los árboles están cubiertos con musgo y líquenes.
La vegetación característica del Transbaikal es la de las estepas: Bunchgrass (Stipa capillata), festuca, junegrass (Koeleria gracilis) y Filifolium (Tanacetum sibiricum), en los niveles más bajos de los valles fluviales y de las tierras bajas (0-600 metros). El siguiente nivel (600-1,100 metros) es un nivel de estepa forestal, y de 1,100-1800 metros un nivel de bosque con Larix gemilii y Pinus sylvestris. A diferencia de las montañas de Sayan y Altái al oeste, el clima del Transbaikal es demasiado extremo para sostener los prados alpinos; la vegetación va del bosque directamente a los arbustos de mayor altitud.

## Fauna
La extensa cubierta de árboles proporciona un buen hábitat para el ciervo, el muflón de las montañas, el oso, el jabalí, y otros grandes mamíferos.

## Ecosistemas de agua dulce
La ecorregión terrestre del Transbaikal cubre la ecorregión de agua dulce "Lago Baikal" (WWF ID: 606). Esta ecorregión de agua dulce sostiene un hábitat de "lagos grandes" para la vida acuática, siendo el foco principal de estudio científico el lago Baikal y los peces que desovan en los ríos que lo alimentan (como el río Barguzin en el Transbaikal)..

## Protecciones
El área del lago Baikal en el borde occidental de la ecorregión es una Reserva de la Biosfera (MAB) de la UNESCO. También es un Patrimonio de la Humanidad de la UNESCO.
Tres grandes áreas protegidas de la Federación de Rusia en la ecorregión Transbaikal son:
- La reserva natural Baikal. Una "reserva ecológica estricta" (un Zapovednik) en la orilla suroriental del lago Baikal. (Superficie: 1.657 km²)
- La reserva natural Barguzin. Una reserva ecológica estricta de la clase IUCN  (Zapovednik) en la orilla oriental del lago Baikal. (Superficie: 2.482 km²)
- La reserva natural de Sokhondo. Una reserva ecológica estricta de la clase IUCN,  (un Zapovednik) centrada en el macizo de la montaña de Sokhondo, en la provincia de Chitá, al sureste de la ecorregión. (Superficie: 2.110 km²)

Dos grandes áreas protegidas del Transbaikal están en Mongolia:
- El Área Estrictamente Protegida Khan Khentii. Un "área silvestre" de clase I de la UICN, en las montañas Khentii, y que contiene la montaña sagrada de Burkhan Khaldun. (Superficie: 12.270 km²)
- El parque nacional Onon-Balj. Un parque nacional creado en el año 2000 que protege la fuente del río Onon, que es en última instancia la fuente del río Amur. (Superficie: 4,158 km²)

## Amenazas
Los incendios forestales son siempre una amenaza para las zonas arboladas y secas; la sequía en los últimos años ha aumentado la amenaza de incendios forestales. El área también sufre de brotes de plagas y de tala incontrolada. También hay minería de oro en la zona, y es una amenaza para los arroyos y pantanos.

## Cascos urbanos y poblaciones
Las principales ciudades de la ecorregión son Ulan-Ude y Petrovsk-Zaybaykalsky en la República de Buriatia, y Chitá y Khilok en el Krai de Zabaykalsky. No obstante la región está escasamente poblada. El Ferrocarril Transiberiano divide la región de oeste a este.